# Серышев, Степан Михайлович
Степа́н Миха́йлович Се́рышев [Сёрышев] (1890—1928) — советский военный деятель, борец за Советскую власть на Дальнем Востоке.

## Биография
Родился в семье плотника в 1890 году.
Окончил 1-ю Иркутскую школу подготовки прапорщиков пехоты. Военную службу начал в Русской императорской армии, получил чин поручика.
Член РСДРП(б) с 1917 года.
В дни Великой Октябрьской социалистической революции — начальник красногвардейского отряда при Центросибири.
В декабре 1917 вместе с Сергеем Лазо руководил подавлением контрреволюционного мятежа в Иркутске, затем работал в штабах Прибайкальского и Даурского фронтов.
Один из руководителей партизанского движения в Амурской области.
С 1918 года в «подполье», был арестован, освобождён в феврале 1920 г. в Благовещенске войсками Дальневосточной республики.
1920—1922 гг. — член Амурского ревкома;
август 1920 — март 1921 — командующим войсками Амурского фронта;
март 1921 — декабрь 1921 гг. — командующий 2-й Амурской армией Восточного фронта;
декабрь 1921 — март 1922 гг. — член Революционно-военного совета Народно-революционной армии Дальневосточной Республики.
25 сентября 1923 — июнь 1924 гг. — командир 48-й стрелковой дивизии.
9 июня 1924 — август 1924 гг. — командир 44-й стрелковой дивизии.
1924 — март 1926 гг. — помощник командира корпуса.
1926—1927 гг. — военный атташе в Японии.
На 40-м году жизни умер в Москве от болезни. Похоронен на Новодевичьем кладбище.

## Память
Именем Степана Михайловича Серышева названы:
- Серышевский район Амурской области;
- Посёлок Серышево Серышевского района Амурской области, возле железнодорожной станции «Серышево» установлен памятник;
- Улица Серышева в селе Лебяжье Серышевского района Амурской области;
- Улица Серышева в Белогорске в Амурской области;
- Улица Серышева в Свободном в Амурской области;
- Улица Серышева в Райчихинске в Амурской области;
- Улица Серышева в селе Невер в Амурской области;
- Улица Серышева в Артёме в Приморском крае;
- Улица Серышева в Партизанске в Приморском крае;
- Улица Серышева в Дальнереченске в Приморском крае;
- Переулок Серышева в Уссурийске в Приморском крае;
- Улица Серышева и площадь Серышева в Хабаровске, на площади установлен памятник;
- Улица Серышева в Вяземском в Хабаровском крае;
- Улица Серышева в рабочем посёлке Заветы Ильича в Хабаровском крае;
- Улица Серышева и переулок Серышева в рабочем посёлке Переяславка в Хабаровском крае;
- Улица Серышева в рабочем посёлке Берёзовый в Хабаровском крае;
- Улица Серышева в Биробиджане (Еврейская автономная область);
- Улица Серышева в пгт Николаевка (Еврейская автономная область);
- Улица Серышева в Чите (Забайкальский край);
- Улица Серышева в Петропавловске-Камчатском (Камчатский край).

Хабаровск
- До 25 сентября 1940 года название «Серышев» носил строящийся с 1936 года монитор «Сиваш», переименованный в связи с общей политикой переименования стоящихся мониторов в названия сражений гражданской войны.